# 血と砂 (1965年の映画)
『血と砂』（ちとすな）は、岡本喜八監督、三船敏郎主演による1965年9月18日公開の日本映画である。モノクロ、シネマスコープ、132分。

## 解説
当時、日本映画界全般を見渡しても屈指の名コンビ（監督・主演者）と言い切れる活躍ぶりを展開していた岡本喜八と三船敏郎による戦争活劇大作映画である。『独立愚連隊』（1959/東宝）、『どぶ鼠作戦』（1962/同）で根幹に据えたテーマをよりわかりやすく表に出そうという岡本の思いのもとに企画された。そうしたこともあり、一部では「独立愚連隊」シリーズの少年版または番外編、あるいは東宝『独立愚連隊』ものの七作目とも称される。ヒロインは日本名を持つ朝鮮人慰安婦である。

## あらすじ
第二次世界大戦末期の中国大陸。小杉軍曹は上官を殴った不服従の罪で告発され、最前線の陽家宅に送られてしまう。ともに行くのは軍楽隊兵士とひとりの朝鮮人慰安婦のお春だった。見習士官の銃殺をめぐって小杉は前線部隊隊長の佐久間大尉を殴打するが、佐久間は小杉を軍法会議にかけず、「焼き場」と称される敵陣地の奪取を命じる。小杉は戦闘経験のない軍楽隊員たちを訓練し、一等兵３人とともに敵陣地へと向かう。敵陣地の奪取には成功したものの、反撃されて小杉は絶命する。彼の墓を掘るのはお春だった。

## 出演
- 小杉曹長：三船敏郎[1]
- 持田一等兵（葬儀屋）：伊藤雄之助[1]
- 犬山一等兵（出刃）：佐藤允[1]
- 志賀一等兵（営倉）：天本英世[1]
- お春こと金春芳：団令子[1]
- 佐久間大尉（大隊長）：仲代達矢[1]
- 三保少尉（副官）：伊吹徹[1]
- 根津曹長（憲兵）：名古屋章[1]
- 中野伍長（憲兵）：長谷川弘[1]
- 原田（コンダクター）：大沢健三郎[1]
- 大賀（ドラム・大太鼓）：根津克巳[1]
- 今井（スネア・小太鼓）：木下陽夫[1]
- 吉野（トランペット）：樋浦勉[1]
- 植木（クラリネット）：仲村絋一[1]
- 関（アルトサックス）：阿知波信介[1]
- 矢部（テナーサックス）：宮尾博[1]
- 渡（トロンボーン）：伊東昭夫[1]
- 坪井（フルート）：西川明[1]
- 斉藤（チューバ）：関富士夫[1]
- 大川（スーザホーン）：木村豊幸[1]
- 猪又（ホルン）：金井和博[1]
- 佐伯（ピッコロ）：日吉としやす[1]
- 陳（少年ゲリラ）：木浪茂[1]
- 小原見習士官：満田新二[1]
- 杉山：滝恵一[1]
- 稲本：宇野晃司[1]
- 出口：加藤茂雄[1]
- 銃殺隊下士官：桐野洋雄[1]
- ゲリラA：伊原徳[1]
- ゲリラB：鈴木治夫[1]
- 八路観測兵：伊吹新[1]
- 苦力A：沢村いき雄[1]
- 苦力B：小杉昇司[1]
- 慰安婦A：森今日子[1]
- 慰安婦B：浦山珠美[1]
- 慰安婦C：河美智子[1]
- 八路軍兵（原田を射殺）：小川安三
- 八路歩哨（跳ね橋）：大木正司

## スタッフ
以下のスタッフ名は特に記載のない限り東宝に従った。
- 監督：岡本喜八
- 製作：田中友幸
- 原作：伊藤桂一『悲しき戦記』[2]
- 脚本：佐治乾、岡本喜八
- 撮影：西垣六郎
- 美術：阿久根巌
- 編集：黒岩義民
- 音楽：佐藤勝